# Raemon (Caroline du Nord)
Pour les articles homonymes, voir Raemon.
Raemon est une census-designated place située dans le comté de Robeson, dans l’État de Caroline du Nord, aux États-Unis. Lors du recensement de 2020, elle comptait 197 habitants.